# Commission d’évaluation et de contrôle de la médiation de la consommation
 (mars 2023).
La mise en forme du texte ne suit pas les recommandations de Wikipédia : il faut le « wikifier ».
Les points d'amélioration suivants sont les cas les plus fréquents :
- Les titres sont pré-formatés par le logiciel. Ils ne sont ni en capitales, ni en gras.
- Le texte ne doit pas être écrit en capitales (les noms de famille non plus), ni en gras, ni en italique, ni en « petit »…
- Le gras n'est utilisé que pour surligner le titre de l'article dans l'introduction, une seule fois.
- L'italique est rarement utilisé : mots en langue étrangère, titres d'œuvres, noms de bateaux, etc.
- Les citations ne sont pas en italique mais en corps de texte normal. Elles sont entourées par des guillemets français : « et ».
- Les listes à puces sont à éviter, des paragraphes rédigés étant largement préférés. Les tableaux sont à réserver à la présentation de données structurées (résultats, etc.).
- Les appels de note de bas de page (petits chiffres en exposant, introduits par l'outil «  Source ») sont à placer entre la fin de phrase et le point final[comme ça].
- Les liens internes (vers d'autres articles de Wikipédia) sont à choisir avec parcimonie. Créez des liens vers des articles approfondissant le sujet. Les termes génériques sans rapport avec le sujet sont à éviter, ainsi que les répétitions de liens vers un même terme.
- Les liens externes sont à placer uniquement dans une section « Liens externes », à la fin de l'article. Ces liens sont à choisir avec parcimonie suivant les règles définies. Si un lien sert de source à l'article, son insertion dans le texte est à faire par les notes de bas de page.
- La présentation des références doit suivre les conventions bibliographiques. Il est recommandé d'utiliser les modèles {{Ouvrage}}, {{Chapitre}}, {{Article}}, {{Lien web}} et/ou {{Bibliographie}}. Le mode d'édition visuel peut mettre en forme automatiquement les références.
- Insérer une infobox (cadre d'informations à droite) n'est pas obligatoire pour parachever la mise en page.

Pour une aide détaillée, merci de consulter Aide:Wikification.
Si vous pensez que ces points ont été résolus, vous pouvez retirer ce bandeau et améliorer la mise en forme d'un autre article.
 (mars 2023).
Ne pas confondre avec l'ancienne Commission de la médiation de la consommation, disparue en 2015.
La Commission d’évaluation et de contrôle de la médiation de la consommation (CECMC) a été créée en 2016. Cette commission française est chargée de procéder à la mise en place du dispositif de médiation de la consommation dans tous les secteurs d'activité professionnelle en lien direct avec des usagers et des consommateurs, et d'en contrôler le bon fonctionnement.

## Historique et contexte
De 2016 et 2019, la CECMC a procédé à l'identification de médiateurs de la consommation dans les secteurs d’activité économique pour permettre aux usagers et consommateurs de recourir gratuitement à un médiateur en cas de litige avec un professionnel, les frais de mise en place des dispositifs étant à la charge des professionnels.
À partir de 2019, la CECMC est entrée dans une nouvelle phase d’évaluation et de contrôle des entités de médiations référencées afin de s’assurer de la qualité et de l’effectivité des dispositifs mis en place, au bénéfice de tous les acteurs de la médiation de la consommation.

## Composition
La composition de la CECMC relève de la décision du ministre de l'économie et des finances : 
- hauts magistrats,
- personnalités qualifiées d’horizons différents,
- représentants d’associations de consommateurs agréées
- représentants de fédérations professionnelles

## Présidents
- 2022 : Marc El Nouchi

## Fonctionnement
La CECMC se réunit à l’initiative de son président. Elle ne peut délibérer régulièrement qu’en présence de son président ou de son vice-président et d’au moins trois de ses membres.
- les séances de la Commission ne sont pas publiques.
- la Commission se prononce à la majorité des voix des membres présents.
- le président de séance a voix prépondérante en cas de partage égal des voix.

### Saisine de la Commission
La commission peut se saisir elle-même ou être saisie par des instances et organisations concernant toute pratique de médiation ou de condition d’exercice de l’activité de médiateur considérée comme contraire aux dispositions légales et réglementaires.
La saisine peut être faite par : 
- le ministre chargé de l’économie, par le ministre chargé de la consommation,
- l'Autorité de contrôle prudentiel et de résolution,
- une association de consommateurs agréées,
- une organisation professionnelle

La commission a trois mois à compter de sa saisine pour rendre son avis.

### Secrétariat de la Commission
La Commission est assistée dans sa tâche par un secrétariat situé à la DGCCRF (bureau 1D) qui propose les ordres du jour des réunions au Président de la Commission et procède à l’instruction des dossiers déposés auprès de la Commission pour évaluation. Elle actualise les éléments de doctrine au regard des orientations données par les membres de la commission, met à jour le site internet de la Commission, etc.

## Missions
Elle permet de garantir aux consommateurs l’accès à des médiateurs de qualité en termes d’indépendance et de compétence.
- évalue l’activité des médiateurs de la consommation et des praticiens de la médiation de la consommation dont elle assure de référencement
- contrôle la conformité des activités des médiateurs de la consommation avec les exigences du Code de la consommation relatives à la médiation des litiges de consommation.

Elle est chargée d’établir et d'actualiser la liste des médiateurs, y compris pour les médiateurs des services publics, qu’elle doit notifier auprès de la Commission européenne.
Tous les quatre ans, elle publie sur son site internet un rapport sur l'évolution et le fonctionnement des médiations de la consommation et le communique à la Commission européenne.
Ce rapport fait le point sur :
- le recensement des bonnes pratiques des médiateurs ;
- les dysfonctionnements des processus de médiation ;
- les recommandations d'amélioration du fonctionnement effectif des médiations et pour l'efficacité du dispositif.

Pour réaliser sa mission de contrôle, la CECMC peut faire appel à des rapporteurs des services de l’Etat. Elle peut également consulter les autorités publiques ou administratives indépendantes dans leurs domaines d’intervention.

## Recueil de décisions
- « Fiches de jurisprudence dégagée par la CECMC », sur Ministère de l'Économie et des Finances (consulté le 22 mars 2023)

## Sources et références
- Directive 2013/11/UE du parlement européen et du conseil du 21 mai 2013
- Règlement (UE) N° 524/2013 du parlement européen et du conseil du 21 mai 2013
- Code de la consommation - Livre VI, Titre Ier - Partie législative
- Code de la consommation - Livre VI, Titre Ier - Partie réglementaire
- Ordonnance n° 2015-1033 du 20 août 2015
- Décret n°2015-1382 du 30 octobre 2015
- Décret n°2015-1607 du 7 décembre 2015
- Arrêté ministériel du 21 mars 2022 portant nomination à la commission d’évaluation et de contrôle de la médiation de la consommation

https://www.legifrance.gouv.fr/codes/section_lc/LEGITEXT000006069565/LEGISCTA000032808352/